# Comburger Klosterhof (Schwäbisch Hall)

Comburger Klosterhof, Ausschnitt aus einer farbigen Zeichnung des 19. Jahrhunderts

Comburger Klosterhof, Foto von etwa 1910 (StadtA SHA AL/0039)

Der ehemalige Comburger Klosterhof  (auch Seiferheld'sche Haus) befindet sich an der Klosterstrasse 5 in Schwäbisch Hall. 

## Geschichte
Das Gebäude gehörte zum im Jahr 1323 urkundlich bezeugten Pfleghof des Klosters Comburg. Im Jahr 1827 erwarb Friedrich Franz Bühler das Gebäude, das später seine Tochter Catharina erbte, die mit Johann Friedrich Seiferheld, Haalschreiber und Stadtrat, verheiratet war. Im Jahr 1886 kaufte Albert Seiferheld das Haus. Seit dem 8. Oktober 1925 ist das Haus im Landesverzeichnis der Baudenkmale in Württemberg eingetragen.

## Architektur und Ausstattung
Im Kern handelt es sich bei dem Haus um den romanischen Berlerhof. Das Portal ist im Stil des Frührokoko gestaltet. Ein Saal im 1. Obergeschoss zeigte noch im Jahr 1907 Stuckdekor mit figürlichen Reliefbildern. Es wurde eine von Putten umgebene Sonne dargestellt sowie weibliche Allegorien auf die vier Jahreszeiten. Im Saal befindet sich eine Ofenrückwand aus Gusseisen aus dem Jahr 1734. Der Saal im 2. Obergeschoss zeigte Stuckdekor mit figürlichen Reliefbildern, wie die von Putten umringte Justitia und Allegorien auf die vier Elemente.
Ende der 1950er Jahre wurden alle Holzdecken durch Beton ersetzt, wobei die Barockausstattung verloren ging.